# Венюков, Михаил Иванович
Михаил Иванович Венюков (23 июня [5 июля] 1832, Никитино — 3 [16] июля 1901, Париж) — русский путешественник и военный географ, генерал-майор.

## Биография
Михаил Венюков родился в селе Никитино Пронского уезда Рязанской губернии (ныне Кораблинский район Рязанской области). В раннем возрасте воспитанием мальчика занималась бабушка, которая привила ему любовь к чтению и разносторонним знаниям.
В тринадцать лет он был принят во второй класс кадетского корпуса; в 1850 году был выпущен в чине артиллерийского прапорщика из Дворянского полка.
По производстве в офицеры Венюков прослушал курс Санкт-Петербургского университета, поступил в Академию Генерального штаба, окончив её в 1856 году.
Вся дальнейшая его деятельность была посвящена путешествиям с научными целями.
В начале мая 1857 г. поручик Венюков в качестве старшего адъютанта прибыл в штаб войск Восточной Сибири. Генерал-губернатор Н. Н. Муравьёв сразу заметил исполнительность молодого офицера и предложил ему ехать вместе с ним на Амур. В своём дневнике Венюков записал: «Мечта моя быть на Амуре, представлявшем в то время крупный политический интерес, сбывалась». И ранним утром 7 июня он впервые увидел Амур. Венюкову была поручена срочная работа по составлению топографических карт и анализу военной статистики для полной оценки политической ситуации на Дальнем Востоке с целью его дальнейшего заселения. Данные были необходимы генерал-губернатору для личного доклада в Петербурге.
В Петербурге он встретился с героем Амурской экспедиции Г. И. Невельским. По заданию генерал-губернатора Венюкову предстояла сухопутная экспедиция по течению Уссури. В связи с этим Невельской сообщил будущему путешественнику ценные сведения о Нижнеамурском и Уссурийском краях.
В феврале 1858 г. М. И. Венюков в Иркутске начал подготовку к своей первой экспедиции: по Уссури, через Сихотэ-Алинь к океану. А 1 июня 1858 года М. И. Венюков со своими спутниками — сотником Пешковым, переводчиком урядником Масленниковым, унтер-офицером Кармановым, денщиком и одиннадцатью казаками — начали свой путь от станицы Казакевичево, что расположилась рядом с только что основанной Хабаровкой.
26-летний офицер совершил подвиг: более 700 км от устья Уссури до перевала через Сихотэ-Алинь он прошёл пешком. Идти приходилось через заросли густого кустарника, прибрежные травы высотой в человеческий рост, каменные завалы. Никогда и никем не мерянные расстояния, изгибы реки, каждая протока или приток, всё это Венюков наложил на свой планшет.
Выйдя к морю, Венюков собирался продолжить путь к Владимирскому посту, но вынужден был возвратиться обратно по прежнему маршруту, так как недалеко от устья реки Зеркальной (прежнее название — Тадушу) проживавшие там китайцы с угрозами преградили путь экспедиции. Во время путешествия он написал экспедиционный отчёт «Описание реки Уссури и земель к востоку от неё до моря», Н. Н. Муравьёв остался очень доволен выполненной М. И. Венюковым работой. В отчёте дана физическая география вновь открытого края, представлен быт его крайне редкого населения и возможные перспективы заселения и освоения. Личные обстоятельства вынудили Михаила Ивановича навсегда проститься с Сибирью.
В марте 1859 года Венюков выступил в Петербурге в Русском географическом обществе с докладом о своём путешествии по Уссури. Сведения, представленные им, получили высокую оценку собравшихся и, в частности, вице-председателя общества Петра Петровича Семёнова-Тян-Шанского.
Вся дальнейшая его деятельность была посвящена путешествиям с научными целями. В 1857—1863 годы Венюков объехал Амур, Уссури, Забайкалье, Иссык-Куль, Тянь-Шань, Алтай и Кавказ, в 1861 году произведён в майоры. Затем служил в Польше председателем комиссии по крестьянскому делу. В 1868—1869 годах он предпринял кругосветное путешествие, причём с особенным вниманием отнёсся к Китаю и Японии.
1874 год М. И. Венюков провёл в азиатской Турции, в 1876 г. произведён в генерал-майоры.
В 1877 году Венюков подал прошение об отставке с воинской службы и был уволен «генерал-майором с мундиром». В этом же году выехал в Париж, как оказалось, навсегда. За границей он жил во Франции, Швейцарии, Англии, был избран членом географических обществ этих стран. М. И. Венюков много путешествовал — по Северной Африке, Мадагаскару, Занзибару, по Южной и Центральной Америке, Норвегии, Италии. Результатом этих путешествий явились многочисленные печатные труды географического и военно-географического характера. Кроме того, Венюков поместил много статей в «Военном сборнике», «Русском инвалиде», «Известиях Императорского географического общества», «Русской мысли» и в других русских и заграничных изданиях. Его научные труды издавала Французская академия наук.
В 1878 году Венюков опубликовал в «Биржевых ведомостях» (1878 год, № 92) статью, в которой обрушился с резкой критикой на труд Весина «О путях в Индию» («Голос», 1878 год, № 81). Будучи ярым сторонником справедливости, Пётр Иванович Пашино в газете «Русский мир» (1878 год, № 94) выступил с письмом против статьи Венюкова, и, опровергнув все доводы, на которых она основывалась, назвал поступок автора статьи «неприличным по отношению к обществу».
Постоянный тайный корреспондент «Колокола» A. И. Герцена, публиковал в нём письма о Сибири, Кавказе, Китае, часть которых была издана позднее отдельным нелегальным сборником. Автор одного из русских переводов «Марсельезы».
Задолго до своей кончины, будучи одиноким человеком, он составил завещание, вернувшись в памяти к годам своей молодости. Богатую научную библиотеку, свыше 1200 томов, и все свои рукописи он завещал «селению Хабаровка». Денежную сумму — Русскому географическому обществу, селу Никитинскому, где родился, и селу Венюково на Уссури, выразив желание, чтобы эти средства пошли на нужды образования.
Михаил Иванович Венюков закончил свой жизненный путь «от расслабления в мозгу» в одной из парижских больниц 3 июля 1901 года и был похоронен 17 июля в Ницце — согласно завещанию, рядом с могилой А. И. Герцена.

## Память
В память о Михаиле Ивановиче Венюкове названы стоящее на реке Уссури село Венюково Вяземского района Хабаровского края, а в самом селе — школа, построенная на средства путешественника. В настоящее время школа не сохранилась, осталась только деревянная пристройка к школе. В селе есть бюст Михаилу Венюкову, открытый в 2022 году.
Его именем также названы река Венюковка в Тернейском районе, мыс на Курильских островах, перевал через хребет Сихотэ-Алинь возле посёлка Кавалерово Приморского края. На перевале установлен обелиск.
В Дальневосточной государственной научной библиотеке в Хабаровске и в библиотеке Общества изучения Амурского края во Владивостоке читатели и сегодня пользуются книгами, подаренными М. И. Венюковым.
В Московской области есть деревня Венюково; кроме того, один из микрорайонов города Чехов — мкр. Венюково.

## Семья[7]
- Ни жены, ни детей у М. И. Венюкова не было[8].
- Родной брат (младший) — Сергей Иванович Венюков (1844—1917?), финансист, банкир. Он женился на служанке-монголке в 64 года. От него и продолжился род Венюковых. Родилось трое сыновей. Сергей и Владимир погибли в Великую Отечественную войну, а у Николая была броня: он бурил скважины, искал воду, геолог (его сын Валерий Николаевич Венюков — двоюродный внук М. И. Венюкова — товаровед, скончался в 2022 году).
- Двоюродные правнуки М. И. Венюкова: Олег и Сергей. Проживают в Рязанской области.
- Двоюродные праправнуки М. И. Венюкова: Николай, Константин, Тимофей и Дарья.

## Избранная библиография
- Старые и новые договоры России с Китаем. — СПб., 1863. — 95 с.
- Из воспоминаний. — Кн. 1—3. — Амстердам, 1895—1901.
- Исторические очерки России со времени Крымской войны до заключения Берлинского договора. 1855—1878. — Лейпциг; Прага, 1878—1880. — 6 т.
- Краткий очерк английских владений в Азии. — СПб.: Тип. В. Безобразова и К°, 1875.
- Материалы для военной географии южной окраины Арало-Каспийской низменности. — СПб., 1874.
- Обозрение Японского архипелага в современном его состоянии. — Вып. 1—2. — СПб., 1871.
- Опыт военного описания русских границ в Азии. — 2 вып. — СПб., 1873—1876.
- Очерк старых и новых договоров России с Китаем. — СПб.: Тип. В. Безобразова и К°, 1861.
- Очерки современного Китая. — СПб.: Тип. В. Безобразова и К°, 1874.
- Очерки Японии. — СПб.: Типография Императорской Академии наук, 1869.
- Поступательное движение России в Средней Азии. — СПб.: Тип. В. Безобразова и К°, 1877.
- Книга Михаила Венюкова «Путешествие по Приамурью, Китаю и  Японии»Путешествие по окраинам русской Азии и записки о них. — СПб.: Типография Императорской Академии наук, 1868.
- Путешествия по Приамурью, Китаю и Японии. — Хабаровск: Дальгиз, 1952. — 302 с.
- Путешествия по Приамурью, Китаю и Японии. / Ред., предисл. и примеч. А. А. Степанова. — Хабаровск: Хабаровское книжное издательство, 1970. — 240 с. — (Дальневосточная историческая библиотека).
- Реформированные россияне. Роман в стихах, но без развязки, которая в прозе. — Женева, 1889.
- Россия и Восток. Собрание географических и политических статей. — СПб.: Тип. В. Безобразова и К°, 1877.
- Физическая география. — Кн. 1—2. — СПб.: Типография Императорской Академии наук, 1865.